# Oisc van Kent
Oisc (ook Æsc of Oeric) wordt door sommige bronnen genoemd als de tweede koning van koninkrijk Kent. Er worden twee jaartallen gemeld voor het begin van zijn koningschap: samen met Hengest in 455 bij de dood van Horsa en alleen in 488, bij de dood van Hengest. Naar hem heet de Kentse koninklijke familie de Oiscengae.
Voor de vroege genealogie van de koningen van Kent bestaan twee verschillende versies. Volgens de ene versie is Oisc de zoon van Hengest en was zijn zoon Octha (Ocga, Octa). In andere versies was het juist Octha die de zoon van Hengest was, en is Oisc de zoon van Octha.